# Батраков, Михаил Григорьевич
Михаи́л Григо́рьевич Батрако́в (5 августа 1922 — 16 января 1945) — советский офицер-танкист, участник Великой Отечественной войны, командир танковой роты 120-й отдельной танковой бригады 5-й армии 3-го Белорусского фронта, старший лейтенант. Герой Советского Союза (24.03.1945), капитан.

## Биография

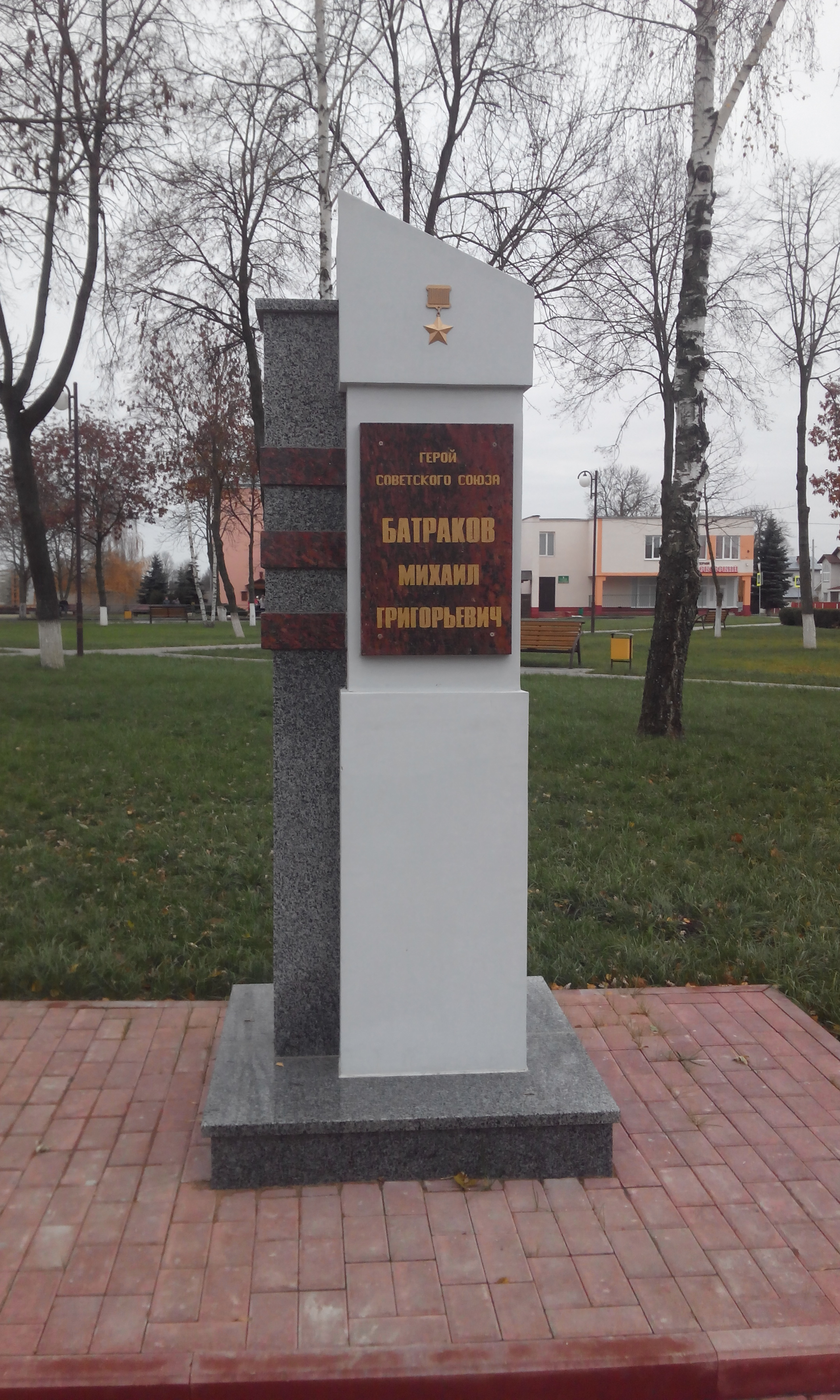
Стела в честь М. Г. Батракова на Аллее Героев — знаменитых уроженцев Ветковского района.

Родился 5 августа 1922 года в деревне Радуга ныне Ветковского района Гомельской области Беларуси в крестьянской семье. Белорус. Окончил неполную среднюю школу.
В Красной армии с 1941 года. Участник Великой Отечественной войны с июня 1941 года. Сражался на Северном Кавказе, Кубани, в Беларуси, Литве, Восточной Пруссии. В 1943 году окончил Майкопское бронетанковое училище. Член ВКП(б) с 1943 года.
Командир танковой роты 120-й отдельной танковой бригады (5-я армия, 3-й Белорусский фронт) старший лейтенант Михаил Батраков особо отличился в боях при освобождении Прибалтики.
26 июля 1944 года вверенное Батракову танковое подразделение в кровопролитном бою прорвало сильно укреплённую оборону противника на правом берегу реки Неман у литовского города Каунаса. Но в тылу гитлеровцев путь танкистам роты старшего лейтенанта Михаила Батракова преградили три десятка танков противника. Рота офицера-танкиста Батракова отбила четыре контратаки, уничтожив при этом четырнадцать танков.
Экипаж танка командира роты старшего лейтенанта Батракова М. Г. подбил четыре вражеских танка.
Указом Президиума Верховного Совета СССР от 24 марта 1945 года за образцовое выполнение боевых заданий командования на фронте борьбы с немецкими захватчиками и проявленные при этом мужество и геройство старшему лейтенанту Батракову Михаилу Григорьевичу присвоено звание Героя Советского Союза.
Заместитель командира танкового батальона по технической части 120-й танковой бригады капитан Батраков М. Г. погиб в бою 16 января 1945 года на территории Восточной Пруссии. Похоронен в литовском городе Кибартай.

## Награды и звания
- Медаль «Золотая Звезда» Героя Советского Союза
- Орден Ленина
- Орден Александра Невского
- Орден Отечественной войны I степени

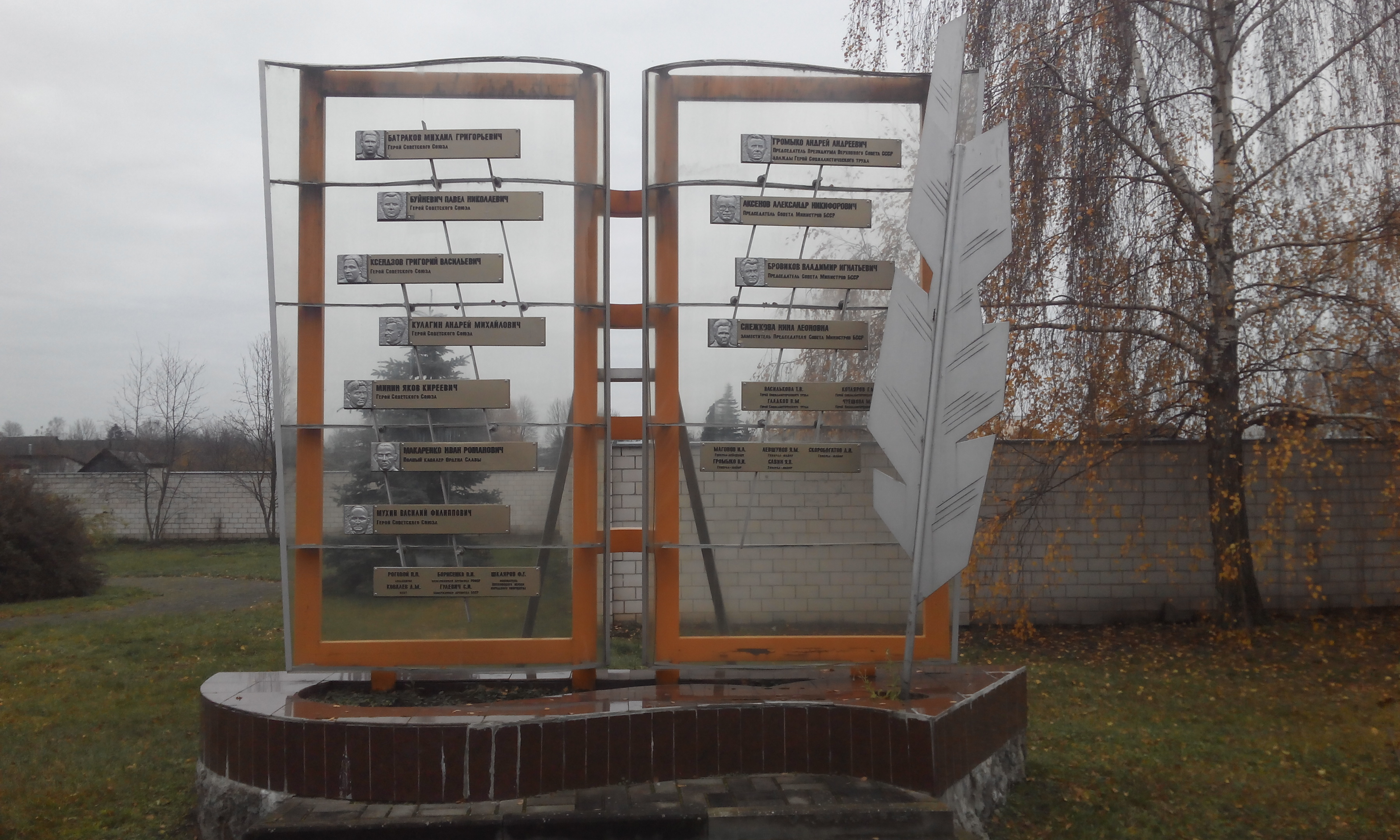
Памятник известным уроженцам Ветковского района в Ветке (Гомельской области)

- Два ордена Красной Звезды

## Память
- Именем Героя названы улица в городе Ветке Гомельской области Беларуси, улица и школа[2] в родной деревне Радуга. Одна из экспозиций в школьном музее посвящена М. Г. Батракову.
- Барельеф с именем на памятнике известным уроженцам Ветковского района. Памятник в форме раскрытой книги установлен в Ветке (Гомельская область).
- Стела в честь М. Г. Батракова на Аллее Героев — знаменитых уроженцев Ветковского района. Расположена в Ветке (Гомельская область), на центральной площади.
- Мурал в честь Героя Советского Союза Михаила Батракова открыт на доме № 25 по улице Батракова в Ветке, у памятника-пушки (02.07.2025)[3].